# Igrzyska herajskie

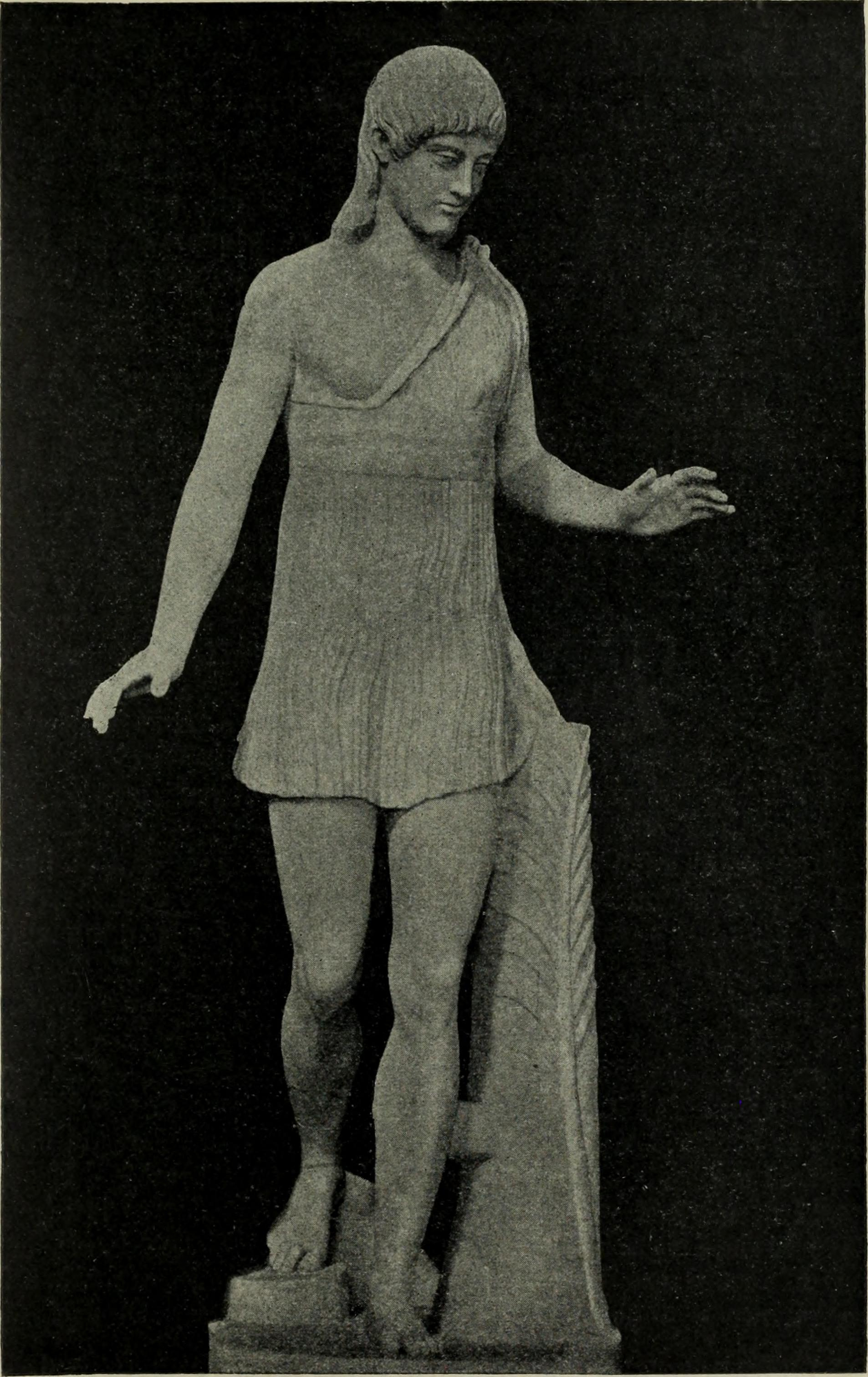
Rzeźba przedstawiająca biegaczkę w charakterystycznym chitonie, najprawdopodobniej rzymska kopia rzeźby greckiej z ok. 460 roku p.n.e.

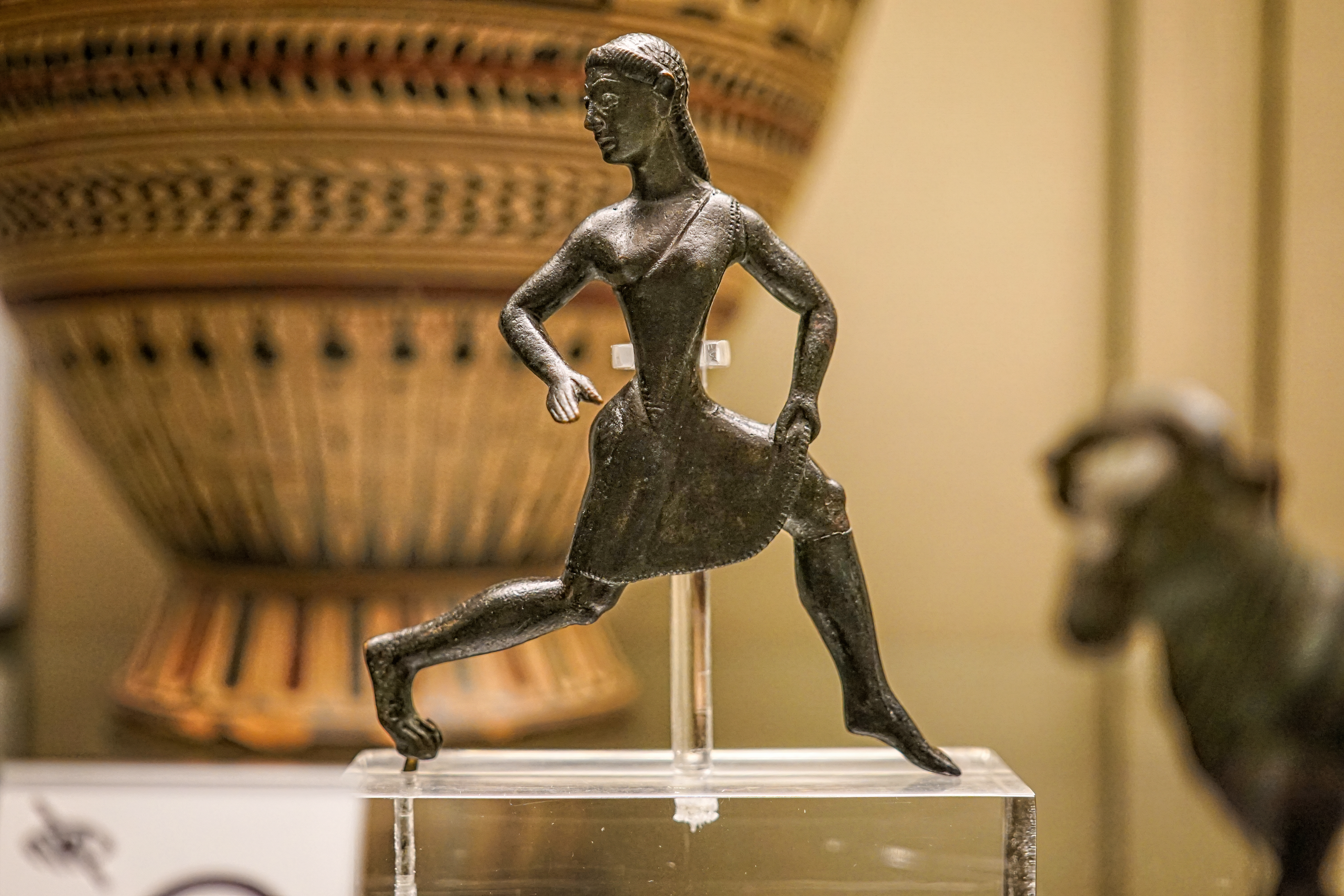
Statuetka biegnącej lub tańczącej dziewczyny w charakterystycznym chitonie, ok. 520–500 p.n.e.

Igrzyska herajskie także heraje – starożytne igrzyska dla kobiet odbywające się w Olimpii w cyklu czteroletnim ku czci bogini Hery.

## Historia
Igrzyska herajskie odbywały się co cztery lata ku czci bogini Hery w Olimpii i przeznaczone były wyłącznie dla kobiet . Najprawdopodobniej miały charakter panhelleński, choć nie jest to potwierdzone, i prawdopodobnie odbywały się tuż przed igrzyskami olimpijskimi dla mężczyzn . Zaczęto je organizować prawdopodobnie w VI w. p.n.e.
Wiedza o herajach pochodzi głównie z opisu greckiego geografa Pauzaniasza (II w. n.e.) .
Według mitu igrzyska herajskie założyła Hippodameja, żona Pelopsa . Hippodameja zebrała „Szesnaście Kobiet” i zorganizowała zawody ku czci Hery z wdzięczności za małżeństwo z Pelopsem.
Pauzaniasz pisał, że „Szesnaście Kobiet” było politycznie zaangażowanych – było to 16 najstarszych i najbardziej szlachetnych kobiet z 16 miast Elisu, które działały na rzecz pokoju między Pisą a Elisem w grupie powołanej na mocy porozumienia między Pisą a Elisem w ok. 580 roku p.n.e. „Szesnaście Kobiet” zajęło się później organizacją igrzysk herajskich i tkaniem peplosu dla Hery.
Według Pauzaniasza podczas igrzysk dziewczęta rywalizowały w jednej konkurencji – biegu na dystansie niepełnego stadionu (160,22 m)  – 5/6 pełnej długości stadionu . Zawody organizowano dla trzech grup wiekowych , dla dziewczynek i dziewcząt w wieku od 6 do 18 lat.
Zwyciężczynie, podobnie jak zwycięzcy igrzysk olimpijskich, otrzymywały wieniec oliwny i część wołu ofiarowanego patronce igrzysk . Pauzaniasz pisze, że miały również prawo do wystawiania swojego „wizerunku” (ikones) w Altisie. Mogły być to zatem portrety lub posągi z plakietkami z ich imieniem. Wizerunki te były prezentowane w świątyni Hery – do dziś zachowały się nisze, w których je wystawiono .
Pauzaniasz podaje, że jedną z pierwszych zwyciężczyń była Chloris, córka Amfiona z Teb. Przy założeniu, że heraje były igrzyskami panhelleńskimi, niektórzy badacze sugerują, że igrzyska były wygrywane głównie przez dziewczęta ze Sparty.
W przeciwieństwie do mężczyzn, którzy rywalizowali nago, dziewczęta biegały w krótkich chitonach, odsłaniających prawe ramię i pierś . Serwint (1993) zinterpretowała ten strój jako exomis – rodzaj męskiej tuniki, a igrzyska kobiece jako rytuał inicjacji przedślubnej .